# مازیار ابراهیمی
مازیار ابراهیمی (۱۳۵۲ در تهران) شهروند ایران است که در سال ۱۳۹۱ وزارت اطلاعات جمهوری اسلامی ایران او را به اتهام مشارکت در ترور دانشمندان هسته ای دستگیر کرد. او در اعترافات تلویزیونی به این اتهامات اقرار کرد. در مرداد سال ۱۳۹۳، پس از به میان آمدن نام مقامات و مسئولان نظام و سایر دستگاه‌های امنیتی در این پرونده، آزاد شد. او در سال ۱۳۹۸، داستان چگونگی دستگیری و اعتراف‌گیری‌های زیر شکنجهٔ خود را روایت کرد.

## دستگیری
مازیار ابراهیمی متولد ۱۳۵۲ در تهران و اصالتاً سنندجی است. او صاحب یک شرکت موفق در سلیمانیه عراق بود. کار او فروش، نصب و آموزش تجهیزات تلویزیونی، رادیویی و سینمایی بود، و با بسیاری از شبکه‌های تلویزیونی، شرکتهای فیلم‌سازی و اجاره وسایل در خاور میانه به خصوص ایران و عراق، صدا و سیمای ایران، هم همکاری می‌کرده‌است. او می‌گوید یکی از رقبایش نامه‌ای بدون امضا در صندوق حراست صدا و سیما می‌اندازد. در این نامه مازیار متهم به جاسوسی می‌شود. حراست صدا و سیما هم گزارش را به وزارت اطلاعات ارجاع می‌دهد. مازیار، برادر و شوهرخواهرش دستگیر می‌شوند. آنها به بیش از ۱۰۰ نفر دیگر که به دست داشتن در ترور دانشمندان هسته‌ای متهم شده‌اند در زندان اوین می‌پیوندند.

## اقرار به ترور دانشمندان هسته‌ای در مستند کلوپ ترور
در سال ۱۳۹۱، مازیار ابراهیمی همچون دیگر بازداشت شدگان، از جمله مجید جمالی فشی، در مستندی تلویزیونی به نام کلوب ترور، به کارگردانی ایمان مرآتی، اقرار کرد که یکی از متهمان ترور دانشمندان هسته‌ای بوده‌است و برای آموزش به اسرائیل رفته. همچنین او اعتراف کرد که مسئول تیم ترور مجید شهریاری یکی از دانشمندان اتمی بود و همچنین در ترور مسعود علیمحمدی نقش داشته‌است. بنا به گفته وزارت اطلاعات، صدا و سیما و برخی رسانه‌های امنیتی، اعضای این تیم گسترده تروریستی در پی یکسری عملیات پیچیده اطلاعاتی در چنگ قانون گرفتار و مشخص می‌شود این تیم عملیات متعدد دیگری را در دستور کار داشتند که با این ضربه مهلک تمامی نقشه‌های این «مثلث سیاه»، یعنی آمریکا، انگلیس و اسرائیل، خنثی و نقش برآب شد. حیدر مصلحی، وزیر اطلاعات وقت نیز این گروه را به همکاری با "آمریکا، انگلیس و اسرائیل" متهم نمود و اظهار کرد که به دنبال "ضربه زدن به نظام اسلامی" هستند.

## روایت مازیار ابراهیمی از اعتراف‌گیری
پس از بخش اعترافات دستگیرشدگان ترور دانشمندان هسته ای، ایرج مصداقی از مرداد ۱۳۹۱، شروع به انتشار مجموعه ای از مقالات تحقیقی کرد که در آنها با بررسی مشخصات و بی گناهی دستگیرشدگان، به دفاع از آنها پرداخت. مصداقی در اردیبهشت ۱۳۹۴ کتابی شامل مجموعه مقالات مربوط به بی گناهی بازداشت را تحت عنوان «دانشمندان هسته و سربازان گمنام امام زمان» چاپ کرد. مازیار ابراهیمی نیز، پس از آزادی و خروج از کشور، در گفتگویی با بی‌بی‌سی فارسی، روایت دستگیری و اعترافات خود را تعریف می‌کند. او می‌گوید که اعترافات او زیر شدیدترین شکنجه‌های جسمی، روحی و ذهنی بوده‌است. او می‌گوید که «این اعترافات پس از یک ماه تا چهل روز شدیدترین شکنجه‌ها بود. پس از ده ضربه کابل به کف پایم، پام شکست. در این مدت حدود بیش از ۶۰۰ ضربه کابل رو پای شکسته تحمل کردم و این منهای کابلهایی بود به بقیه تنم خورد، چهار ماه به صورت شبانه‌روزی دست بند به دست و در صورتی که ورم پاهایم می‌خوابید پابند هم داشتم، مورد ضرب و شتم قرار گرفتم، دستم و دنده‌هایم شکست، به‌صورت ' بقچه، قپونی و با دستبند از سقف آویزان شدم و …، شانزده ماه بدون ملاقات و حتی یک تلفن به خانواده در سلول انفرادی نگهداری شدم. مهره‌های پشتم خم شده‌اند. برای رهایی از شکنجه حاضر بودم هر اتهامی آقایان می‌گفتند قبول کنم.» در این مدت، پرونده قضائی آنها زیر نظر قاضی ابوالقاسم صلواتی بوده‌است. آنطور که مازیار ابراهیمی می‌گوید: «او متهمان را تهدید می‌کرد و می‌گفت بروید با آقایان همکاری کنید و کاغذی را نشان می‌داد و می‌گفت این حکم اعدام شماست. شما را اینجا چال می‌کنیم.»

## اثبات بی‌گناهی و آزادی از زندان
از آنجا که مجید جمالی فشی زودتر دستگیر شده بود، به حکم قاضی صلواتی در صبح روز سه شنبه ۲۶ اردیبهشت ۹۱، به اتهام محاربه در ارتباط با ترور دانشمندان هسته ای، به دار آویخته و اعدام شد.
اما مازیار ابراهیمی پس از اعتراف به همکاری در ترور دانشمندان هسته‌ای، زیر شکنجه وادار به قبول کردن همکاری در پرونده‌های دیگری همچون انفجار پایگاه موشکی بیگدنه می‌شود. آنگونه خودش می‌گوید اعتراف‌های متناقض او در مورد شرکت در انفجار پایگاه موشکی بیگدنه باعث شک کردن نهادهای دیگر می‌شود و در نهایت اجباری بودن اعتراف‌ها زیر شکنجه برای برخی مشخص می‌شود.
روایت مازیار ابراهیمی از دستگیری و اثبات بی گناهی خودش و همچنین دیگر دستگیرشدگان به اتهام ترور دانشمندان هسته ای، مطابق است با ادعای مطرح شده توسط ایرج مصداقی در شهریور ۱۳۹۳ که از بیگناهی و آزادی دستگیرشدگان خبر داد، و همچین ادعای سال ۱۳۹۵ شاهین دادخواه، مشاور شورای عالی امنیت ملی در دولت خاتمی، که با رد کردن ادعای نهادهای امنیتی جمهوری اسلامی مبنی بر دستگیری عاملان ترورها تأکید کرد که بازداشت شدگان ربطی به ترورها نداشته‌اند.
مازیار می‌گوید او را با انواع تهدیدات، مجبور کردند که ۲۱۵ میلیون تومان خسارت بگیرد و شکایتش را از وزارت اطلاعات پس بگیرد (البته او هرگز این شکایت را در دادسرای نظامی پس نگرفت). این مبلغ حتی معادل ۵۰ هزار دلار + ۱۰ میلیون تومانی نبود که وزارت اطلاعات از خانواده او در مقابل آوردن خبر سلامتی او و گفتن محل بازداشتش در زمان دستگیری در ایران و برای آزادیش در زمان دستگیریش در اربیل عراق دریافت کرد. شکایت او از صدا و سیما و کیهان و فارس و تعداد دیگری از جراید و خبرگزاریها با عنوان افترا و نشر اکاذیب نیز به جایی نرسید.
مازیار ابراهیمی می‌گوید که مادرش بعد از دیدن فیلم اعترافات سکته کرده‌است.

## خروج از کشور، زندانی شدن در عراق و روایت وقایع
مازیار ابراهیمی پس آزادی به دنبال وسایل شعبه‌ای از شرکتش که در سلیمانیه بود به کردستان عراق رفته بود. در اربیل نیروهای امنیتی کردستان او را دستگیر کردند. آنان می‌گویند چرا مازیار و دیگر متهمان در اعترافات به دروغ گفته‌اند از کردستان عراق به اسراییل رفته‌اند. آنها باور نمی‌کرده‌اند که چطور ممکن است پس از اعترافات آزاد شده باشد و بعض از آنان هم می‌گفتند که ایران قصد کشتن او در اقلیم کردستان را دارد و بعض دیگر هم می‌گفتند آنها وی را بنا به درخواست نیروهای امنیتی ایران بازداشت کرده‌اند. مازیار در بدترین شرایط در اربیل زندانی می‌شود. او را در زندانی که صدها زندانی متهم به همکاری با داعش در آنجا بودند و در اتاقهای کوچک نگه داری کردند و در آنجا هم ۶۴ روز در انفرادی بود. او نهایتاً پس از حدود ۱۱ ماه با تلاش شبانه‌روزی پدر و مادرش از زندان اربیل آزاد می‌شود. او در آبان ماه سال ۱۳۹۷ به آلمان می‌رود و در آنجا درخواست پناهندگی کرد. در مدت اقامت در آلمان مازیار ابراهیمی تصمیم می‌گیرد که حقایق را در مورد دستگیری، اقرار و آزادی خود را روایت کند.

## واکنش‌های رسمی
پس از پخش مصاحبه مازیار ابراهیمی، در تاریخ ۱۴ مرداد، محمود صادقی، نماینده مردم تهران در حساب کاربری توئیتر خود اعلام کرد که مسئولان ذی‌ربط باید دربارهٔ صحت و سقم این ادعاها توضیح دهند. در تاریخ ۱۵ مرداد نیز، سایت الف، نزدیک به احمد توکلی، از لزوم روشنگری نهادهای امنیتی در مورد مسئله ترورها و شیوه اعتراف‌گیری در صدا و سیما و دادگاه‌ها صحبت کرد. محمود صادقی، در تاریخ ۲۶ مرداد نیز در حساب کاربری خود نامه سؤال از وزیر اطلاعات دربارهٔ مازیار ابراهیمی را منتشر کرد. به غیر از این موارد تا تاریخ ۲۸ مرداد، هیچ‌گونه واکنش رسمی نسبت به این مسئله نشد. اما در تاریخ ۲۸ مرداد، علی ربیعی، سخنگوی دولت در واکنش به صحبت‌های مازیار ابراهیمی اعلام کرد که در دولت روحانی از مازیار ابراهیمی و دیگر بازداشت شدگان این پرونده عذرخواهی و دلجویی شده‌است و بنا شده‌است که در دولت جدید از این اتفاق‌ها نیفتد او اضافه کرد که در دولت قبل روی این موضوع کار کارشناسی ضد جاسوسی نشده‌است. از این رو، ربیعی دولت قبل را مسئول این اتفاق و پاسخ گویی به آن می‌داند.
محمود صادقی به نقل از محمود علوی، وزیر اطلاعات ایران که سه‌شنبه ۱۲ شهریور ۱۳۹۸ در جلسه کمیسیون امنیت ملی مجلس حضور داشته، نقل کرد که وزارت اطلاعات ۵۳ نفر را بابت پرونده ترور دانشمندان هسته‌ای بازداشت کرده و پس از «احراز بی‌گناهی» آنها، ۴ میلیارد تومان بابت جبران خسارت به این افراد پرداخت شده‌است. با این حال محمود صادقی گفته که پاسخ‌های وزیر اطلاعات «قانع‌کننده» نبوده و «قرار شد توضیحات تکمیلی ظرف یک ماه آینده» ارائه شود که هیچ‌وقت ارائه نشد. بر اساس گزارشی که محمود صادقی از این جلسه داده‌است، وزیر اطلاعات ایران دربارهٔ اعتراف‌گیری از متهمان با شکنجه نیز، «توضیح روشنی» نداده‌است.

## تماس از مسعود مولوی از کانال جعبه سیاه
شش ماه پیش از کشته شدن مسعود مولوی، شخص امنیتی سابق مدیر کانال تلگرامی «جعبه سیاه»، مازیار ابراهیمی از شخصی از کانال جعبه سیاه پیامی دریافت می‌کند که خود را مأمور سابق سازمان اطلاعات سپاه و عضو تیم مسعود مولوی معرفی کرده بود. او به مازیار ابراهیمی نوشت «من در حقیقت کسی هستم که در سازمان اطلاعات سپاه در کنار سردار نجات (حسین نجات) کمک کردیم شما و دیگران آزاد شوید.» مدتی بعد مسعود مولوی به وسیله اسکایپ با مازیار ابراهیمی صحبت کرده و عکس‌هایی از خودش برای او فرستاد. او به ابراهیمی گفت تیمی از داخل وزارت اطلاعات پشت ترور شخصیت‌های هسته‌ای ایران بودند.